# Arctolepis
Arctolepis – wymarły rodzaj rybokształtnego zwierzęcia z wczesnego dewonu (416 do 397 mln lat temu), uważanego za wczesnego i prymitywnego członka zawiasowców. Arctolepis miał kostną czaszkę i tarczę tułowiową, lecz tył tułowia był nieopancerzony. Ciało zwężało się do zaostrzonego ogona, który miał płetwę ogonową wykształconą jedynie na jego dolnej krawędzi. Arctolepis był małym zwierzęciem, osiągającym ok. 30 cm długości. Miał niezwykle rozwinięte kolce piersiowe (płetwy), które prawdopodobnie stanowiły niewielką pomoc przy pływaniu.
Etymologia nazwy rodzajowej: gr. αρκτος arktos „północ”; λεπις lepis, λεπιδος lepidos „łuska, płytka”, od λεπω lepō „łuszczyć”.